# Progesterex
Progesterex é uma droga de estupro dada como fictícia que supostamente causa a esterilização. É parte de uma brincadeira que começou a circular em 1999, via e-mail na internet. Nenhuma droga real por este nome ou até mesmo com essas propriedades existe, e nenhum incidente já foi documentada ou confirmado. A pessoa com o perfil mais alto a cair nesta brincadeira foi a britânica Lynne Featherstone, que fez uma pergunta sobre o medicamento falso no Parlamento.

## Boatos
Desde 1999 circulam na internet boatos de que a droga Progesterex é utilizada para facilitação de abusos sexuais. Apesar de a mensagem conter algumas informações verdadeiras, como o caso da ação farmacológica, tem alguns erros que podem ser utilizados para desmascarar a mensagem e comprovar sua origem fraudulenta.
A mensagem alega que Progesterex é uma substância associada ao Rohypnol (Flunitrazepam - similiar ao Valium).
Embora o Rohypnol exista e seja fabricado pelo laboratório Roche, inclusive no Brasil, o Progesterex não existe.
Rohypnol é uma droga proibida nos EUA desde 1996 por ser entendida como uma "rape drug" e é considerada paralela ao Ecstasy, GHB e LSD. O uso de Rohypnol para crimes de abuso levou o laboratório a desenvolver uma fórmula que muda de coloração se a pílula for colocada dentro de uma bebida, fazendo com que uma possível vítima saiba que há algo estranho.
Se combinado com álcool ou outras substâncias alucinógenas, Rohypnol pode ser letal.
Seus efeitos são de desinibição e amnésia (no que diz respeito somente ao que se passou durante o efeito da substância).
Rohypnol pode causar dependência física e psicológica.
Circulam na internet, boatos de que a droga é utilizada para castração de animais de grande porte e causa paralisia dos membros inferiores, facilitando assim, a vida dos estupradores.
vários e-mails circulam na internet afirmando casos verídicos mas não passam de e-mails falsos para criar comoção geral.
Muitos boatos trazem errada a grafia do medicamento Rohypnol, que é chamado de Rophynol.